# Cratere Ōkyo
Ōkyo  è un cratere sulla superficie di Mercurio.